# 美堀町
美堀町（みほりちょう）は、東京都昭島市の町名。現行行政地名は美堀町一丁目から美堀町五丁目。住居表示実施済み区域。

## 地理
昭島市の北西部に位置する。東から時計回りにつつじが丘、上川原町、拝島町、松原町、福生市熊川及び立川市西砂町に隣接する。中央に玉川上水が流れており、北側に美堀町一丁目から美堀町三丁目、南側に美堀町四丁目及び美堀町五丁目があり、住宅と工場が混在している。

### 地価
住宅地の地価は、2025年（令和7年）1月1日の公示地価によれば、美堀町2-14-19の地点で15万5000円/m2、美堀町5-12-7の地点で20万2000円/m2となっている。

## 世帯数と人口
2025年（令和7年）6月1日現在（昭島市発表）の世帯数と人口は以下の通りである。
| 丁目         | 世帯数    | 人口    |
| ------------ | --------- | ------- |
| 美堀町一丁目 | 797世帯   | 2,019人 |
| 美堀町二丁目 | 959世帯   | 1,988人 |
| 美堀町三丁目 | 206世帯   | 435人   |
| 美堀町四丁目 | 510世帯   | 838人   |
| 美堀町五丁目 | 1,456世帯 | 2,673人 |
| 計           | 3,928世帯 | 7,953人 |

### 人口の変遷
国勢調査による人口の推移。
| 年                 | 人口  |
| ------------------ | ----- |
| 1995年（平成7年）  | 6,624 |
| 2000年（平成12年） | 7,460 |
| 2005年（平成17年） | 7,383 |
| 2010年（平成22年） | 7,270 |
| 2015年（平成27年） | 7,313 |
| 2020年（令和2年）  | 7,904 |

### 世帯数の変遷
国勢調査による世帯数の推移。
| 年                 | 世帯数 |
| ------------------ | ------ |
| 1995年（平成7年）  | 2,409  |
| 2000年（平成12年） | 2,828  |
| 2005年（平成17年） | 2,935  |
| 2010年（平成22年） | 2,995  |
| 2015年（平成27年） | 3,160  |
| 2020年（令和2年）  | 3,527  |

## 学区
市立小・中学校に通う場合、学区は以下の通りとなる（2024年8月時点）。
| 丁目         | 番地    | 小学校                   | 中学校             |
| ------------ | ------- | ------------------------ | ------------------ |
| 美堀町一丁目 | 1〜12番 | 昭島市立つつじが丘小学校 | 昭島市立瑞雲中学校 |
| 美堀町一丁目 | その他  | 昭島市立拝島第二小学校   | 昭島市立拝島中学校 |
| 美堀町二丁目 | 全域    | 昭島市立拝島第二小学校   | 昭島市立拝島中学校 |
| 美堀町三丁目 | 全域    | 昭島市立拝島第二小学校   | 昭島市立拝島中学校 |
| 美堀町四丁目 | 全域    | 昭島市立拝島第二小学校   | 昭島市立拝島中学校 |
| 美堀町五丁目 | 全域    | 昭島市立拝島第二小学校   | 昭島市立拝島中学校 |

## 交通
鉄道
- 東日本旅客鉄道（JR東日本）
  - 青梅線・五日市線・八高線：拝島駅
- 西武鉄道
  - 拝島線：拝島駅
    - なお西武立川駅が市境近くに所在し、駅南口ロータリーの一部が美堀町に被っている。

道路
- 東京都道220号昭島停車場熊川線

## 事業所
2021年（令和3年）現在の経済センサス調査による事業所数と従業員数は以下の通りである。
| 丁目         | 事業所数  | 従業員数 |
| ------------ | --------- | -------- |
| 美堀町一丁目 | 20事業所  | 269人    |
| 美堀町二丁目 | 32事業所  | 177人    |
| 美堀町三丁目 | 18事業所  | 165人    |
| 美堀町四丁目 | 30事業所  | 1,333人  |
| 美堀町五丁目 | 39事業所  | 276人    |
| 計           | 139事業所 | 2,220人  |

### 事業者数の変遷
経済センサスによる事業所数の推移。
| 年                 | 事業者数 |
| ------------------ | -------- |
| 2016年（平成28年） | 127      |
| 2021年（令和3年）  | 139      |

### 従業員数の変遷
経済センサスによる従業員数の推移。
| 年                 | 従業員数 |
| ------------------ | -------- |
| 2016年（平成28年） | 1,889    |
| 2021年（令和3年）  | 2,220    |

## 施設
- 堀向会館
- 昭島温泉湯楽の里
- スリーボンドファインケミカル昭島工場
- よつぎ第四保育園
- 西武拝島ハイツ

## その他

### 日本郵便
- 郵便番号 : 196-0001[2]（集配局 : 昭島郵便局[14]）。